# Сибрук (Мериленд)
Сибрук (енгл. Seabrook) насељено је место без административног статуса у америчкој савезној држави Мериленд.

## Демографија
По попису из 2010. године број становника је 17.287.
| Група             | 2000.    | 2010.          |
| Белци             | 0 (0,0%) | 2.098 (12,1%)  |
| Афроамериканци    | 0 (0,0%) | 11.321 (65,5%) |
| Азијати           | 0 (0,0%) | 1.027 (5,9%)   |
| Хиспаноамериканци | 0 (0,0%) | 2.537 (14,7%)  |
| Укупно            | 0        | 17.287         |